# Simbolika števila tri v (ljudskih) pravljicah
Izjemna vloga in simbolična pomenljivost števila tri se med drugim kaže tudi v tem, da je to eno najpogostejših pravljičnih števil, ki je trdno zakoreninjeno v ljudskih pripovedih, bajkah in legendah. V njih nastopajo triglavi zmaji, tri princese, trije bratje, tri vile, junaku so pogosto naložene tri preizkušnje, tri uganke, tri leta čakanja ali iskanja...

## Pomen števila tri poBrunu Bettelheimu
–	Tri je pogosto in mistično število. To dejstvo je veljalo že dolgo pred krščanskim naukom o Sveti Trojici (po Svetem pismu: kača, Eva in Adam ponazarjajo pregreho z mesenim spoznanjem).
–	V nezavednem število tri označuje spolnost, ker imata oba spola po tri zunanje znake (moški: penis in dve modi; ženska: vagina in dve dojki).
–	Simbolizira tudi ojdipsko situacijo z medsebojno povezanostjo treh oseb, kar je krepko obarvano s spolnostjo. 
Primer: Otrok je zelo navezan na svojo mater in je od nje odvisen, vendar ne more priti k definiranju samega sebe, če se ne more opreti na nekoga tretjega. Pri tem ugotovi, da ima mater raje od tega drugega človeka, a vseeno po lastni presoji in nečem, kar mu ni vsiljeno, spoznava druge in svet okoli sebe.
Vse to pa je pomembno za otroke pri branju pravljic, saj jim le-te s takšno vsebino dajo vedeti, da družina ni njihov edini svet.
–	Tri simbolizira iskanje človekove osebne in družbene istovetnosti. Po svojih zunanjih spolnih znakih in odnosih do staršev in drugih članov družine otrok spozna, s kom naj se identificira med odraščanjem, pri tem pa ugotovi tudi, kdo je primeren, da postene njegov življenjski, morda celo tudi spolni partner.
–	Trikrat ponovljeno vedenje odraža otrokov položaj nasproti njegovim staršem in njegovo prizadevanje za resnično samostojnost. S ponavljanjem svojega vedenja skuša preseči svoje prvotno prepričanje, da je sam najpomembnejši element v trojici in kasnejši strah, da je manj pomemben.

## Splošni pomen števila tri
•	Številu tri naj bi v splošnem pripadala energija kreativnosti.
•	Skozi besede to število kaže na osebno rast.
•	Število tri predstavlja popolnost in izpolnitev ter vse, kar lahko prispeva k osebnostni 
celovitosti.
•	Po Jungu naj bi trojka pomenila nekaj, kar še ni dokončano (celo bog brez hudiča ni popoln); del, ki manjka, pa lahko dobimo iz naše podzavesti.
•	Povsod po svetu, še posebno pa v Evropi je trojka med ljudstvom najbolj priljubljena številka in se pojavlja zelo pogosto. Večinoma prinaša srečo, le redko se zgodi, da je številka tri povezana z nesrečo. Sreča ali nesreča naj bi imeli pogosto trojni vidik. Če se zgodi nesreča, bosta sledili še dve; enako pa naj bi se dogajalo tudi s srečnimi dogodki.
•	Lahko predstavlja tudi avtoriteto in ambicije, število tri pa naj bi vladalo v zakonu, denarju in veri.
•	Tri pomeni sedanjost, preteklost in prihodnost.

## Klasični mitološki in religiozni pomen števila tri
•	Trojka ima osrednjo vlogo v vseh svetovnih mitologijah, saj trojnost pomeni dovršenost in popolnost. Trojni vidik boga ali boginje predstavlja božanstvo v njegovi celovitosti in polnosti.
•	Božanstva plodnosti so velikokrat trojna ali imajo izražene tri bistvene vidike, kar se povezuje s tremi svetovi (nebo, zemlja in podzemlje).
•	Tudi Pitagorejci so že poudarjali kreativno moč števila tri. Tri točke naj bi namreč zaznamovale trikotnik, ki je izhodišče za oblikovanje vseh drugih geometrijskih likov.
•	Število tri je bilo pomembno tudi v Platonovem pojmovanju sveta; trdil je namreč, da obstajajo tri osnovne stopnje spoznave (čutna zaznava, predstavna moč in umsko spoznanje), prav tako pa je bila tridelna tudi zgradba njegove idealne države (sestavljalo naj bi jo ljudstvo, vojaški stan in vladarski razred filozofov).
•	Število tri je v antiki imelo izredno močan vpliv; pomenilo je glavo (duh), srce (sedež ljubezni in duše) ter želodec (telo).
•	Tri je skoraj v vseh religijah sveto število, ker predstavlja troedinost.
•	Tretjega dne naj bi Bog ustvaril zemljo in ločil vodovje od neba, s čimer so nastali trije osnovni deli  sveta – nebo, morje in kopno.
•	Število tri se v krščanstvu navezuje tudi na Sveto Trojico in na Kristusovo vstajenje na tretji dan.
•	Število tri je tako v klasični mitologiji kot v krščanstvu simbol življenja, plodnosti, rojevanja novih stvari, podoba celovitosti in popolnosti.
•	O tem številu je govoril tudi Avrelij Avguštin, ki je zapisal, da se v njem »kaže popolnost, ki je v negovi celosti: ima namreč začetek, sredo in konec.«

## Pregovori, povezani s številom tri
•	» V tretje gre rado.« Ta izrek lahko interpretiramo bodisi v pozitivnem bodisi v negativnem pomenu.
•	»Trikrat je srečen.« To velja za nekoga, ki mu gredo stvari dobro od rok, ki dobro živi in je z življenjem zadovoljen.
•	»Vse dobre stvari so tri.«
•	»V mlinu se trikrat pove.«
•	»Tri babe, tri srake, pa je cel semenj.«

## Interpretacija izbranih ljudskih pravljic, v katerih nastopa pravljično število tri
```
●  
Trije lenuhi
```

•	Prostor, kjer se pravljica odvija, je hiša, kjer živijo trije lenuhi.
•	Književni čas ni določen.
•	Glavne književne osebe so trije bratje (lenuhi).
•	Stranska književna oseba je potepuh.
•	Pripovedovalec je tretjeosebni in je vsevedni.
•	Pravljične značilnosti: pravljično število tri (trije bratje oz. lenuhi), književne osebe niso imenovane.
Pravljico je zapisal Palko Dolinec.
```
●  
O treh bratih in o treh hčerah
```

•	Dogajalna prostora sta jama (drugačen; podzemni svet) in beli grad.
•	Književni čas ni določen.
•	Glavne književne osebe so trije bratje.
•	Stranske književne osebe so: oče treh bratov, grof, grofove tri hčere in divja žena.
•	Pripovedovalec je tretjeosebni in je vsevedni.
•	 Pravljične značilnosti: pravljično število tri (trije sinovi, tri hčere, tri grahova zrna, tri zlate krone), srečen konec (najmlajši od bratov najde pot do ostalih dveh bratov in se na koncu poroči z grofovo najmlajšo hčerko), elementi čudežnega (jablana, ki obrodi zlata jabolka), književne osebe niso imenovane ...
Pravljico je zapisal J. Tušek.
●  Kralj in njegovi trije sinovi
•	Književni prostor je kraljevi dvorec.
•	Književni čas ni določen.
•	Glavne književne osebe so kralj in trije sinovi.
•	Pripovedovalec je tretjeosebni in je vsevedni.
•	 Pravljične značilnosti: pravljično število tri (trije sinovi), ponižnost in dobrosrčnost sta poplačani, književne osebe niso imenovane.
Pravljico je zapisal Peter Gros.
```
●  
O treh grahih
```

•	Književna prostora sta graščakov in beloglavčev grad.
•	Književni čas ni določen.
•	Glavna književna oseba je sin nekega siromaka.
•	Stranske književne osebe so graščak, graščakova žena in hči ter mož beloglavec.
•	Pripovedovalec je tretjeosebni in je vsevedni.
•	 Pravljične značilnosti: pravljično število tri (tri grahova zrna), pravljično število sedem (zmaj s sedmimi glavami, sedem jezikov), književne osebe niso imenovane.
Pravljico je zapisala Eva Žokševa.
```
●  
Tri uganke
```

•	Pravljica se dogaja v prostoru, kjer sta živela oče in sin, dogajalni prostor pa sta tudi hrib in okolica gradu.
•	 Književni čas ni natančno določen; zgodba naj bi se dogajala  »v davnih časih, ko so ljudje še Metuzalemovo starost dosegali«.
•	Glavni književni osebi sta oče in sin.
•	Stranska književna oseba je kralj.
•	Pripovedovalec je tretjeosebni in je vsevedni.
•	 Pravljične značilnosti: pravljično število tri (tri uganke), iskrenost in poštenost sta poplačani oz. nagrajeni, književne osebe niso imenovane.
Pravljici je zapisal Jurij Kobe.
```
●  
Trije jajčki
```

•	Pravljica se odvija ob zeleni hruški ob cesti, na bogataševem posestvu, ob potoku in na koncu v drvarjevem domu.
•	Književni čas ni določen.
•	Glavna književna oseba je bogataš.
•	Stranske književne osebe so berač, ciganka, tri deklice in drvar.
•	Pripovedovalec je tretjeosebni in je vsevedni.
•	 Pravljične značilnosti: pravljično število tri (trije jajčki), pravljično število sedem (sedem sosednjih držav, sedem dni), nadnaravni pojav/dogajanje (deklice skočijo iz jajčka; hruška, ki je ponoči cvetela in zjutraj rodila zlate hruške), dekličina preobrazba (najprej v peno, nato v zlato ribico, iz luske v zlato hruško in iz trske zlate hruške zopet v deklico), srečen konec za dobrega bogataša in tragičen konec za hudobno ciganko, književne osebe niso imenovane.
•	 Slogovne značilnosti: pretiravanje (prekrasna deklica → deklica, še lepša od prve → deklica, mnogo lepša od obeh prejšnjih), okrasni pridevek (prelepa deklica, deklica zlata).
Pravljico je zapisala Frančiška Žökš.
```
●  
Trije velikani
```

•	Dogajalni prostor je najprej kovačija, nato kraljev grad in na koncu knezova graščina v tuji deželi.
•	Književni čas ni določen.
•	Glavna književna oseba je močan mladenič. 
•	Stranske književne osebe: mladeničev oče, kovaški mojster, kralj, trije velikani in knez.
•	Pripovedovalec je tretjeosebni in je vsevedni.
•	 Pravljične značilnosti: pravljično število tri (tri vreče cekinov, trije velikani), mladeničeva nadnaravna moč, srečen konec za dobrega mladeniča.
•	 Slogovna značilnost: pretiravanje (velikan pihne skozi nosnici s tako močjo, da se rujejo drevesa v gozdu), književne osebe niso imenovane.
Pravljico je zapisal Ciril Drekonja.
```
●  
Trije bratje iščejo srečo
```

•	Pravljica se dogaja po svetu, v revni rojstni koči bratov in na hribčku.
•	Književni čas ni določen.
•	Glavna književna oseba je najmlajši od treh bratov.
•	Stranske književne osebe so oče, gospod, vojak ter srednji in najstarejši brat.
•	Pripovedovalec je tretjeosebni in je vsevedni.
•	 Pravljične značilnosti: pravljično število tri (trije sinovi) in srečni konec (za najmlajšega brata), književne osebe niso imenovane.
Pravljico je zapisal Jožef Kenda.
```
●  
Tri čudežne pomaranče
```

•	Književna prostora sta dva; najprej pri deklici doma, na koncu pa v čarovničini hiši.
•	Književni čas ni določen.
•	Glavna književna oseba je deklica.
•	Stranski književni osebi sta dekličina mama in čarovnica.
•	Pripovedovalec je tretjeosebni in je vsevedni.
•	 Pravljični značilnosti: pravljično število tri (tri pomaranče). 
•	 Slogovna značilnost: živali imajo človeške lastnosti/poosebitev (osel prosi deklico, naj ga podkuje),  književne osebe niso imenovane.
Pravljica je bila zapisana pa pripovedovanju Marjetke Bratina in Katje Bajc.
```
●  
Trije čudni lovci
```

•	Književni prostor: v gozdu (na lovu) in v trgovini.
•	Književni čas ni določen.
•	Glavne književne osebe so trije lovci (prvi je bil slep, drugi gluh in tretji hrom).
•	Stranska književna oseba je gostilničar.
•	Pripovedovalec je tretjeosebni in je vsevedni.
•	 Pravljični značilnosti: pravljično število tri (trije lovci), književne osebe niso imenovane.
Pravljico je zapisal Pavle Rožnik.

## Primerjava izbranih pravljic glede na pravljično število tri
Pravljično število tri se v ljudskih pravljicah pojavlja v različnih primerih. Lahko se pojavlja v pozitivnem kontekstu, kar pomeni, da se kot trojica pojavljajo osebe ali predmeti, ki imajo dobre lastnosti (primer: tri čudežne pomaranče), ali pa se kot trojica pojavlja nekaj slabega oz. v vsakdanjem življenju neprimernega (primer: trije lenuhi).

## Spletni viri
- http://www.cobiss.si/